# Un ottimista in America, 1959-1960
Un ottimista in America è un saggio di Italo Calvino.

## Trama
Pubblicato dopo la morte di Italo Calvino, parla del boom economico statunitense degli anni sessanta. Calvino coglie a pieno tutte le sfaccettature dell'America dalle più evidenti alle più sottotraccia lasciando anche emotivamente colpito lo spettatore. Inoltre lascia cogliere i minimi particolari delle città più importanti degli Stati Uniti.

## Linguaggio
La scrittura è semplice e non è caratterizzata dal suo classico sdoppiamento dei piani interpretativi.